# Hugenotenopstanden
De Hugenotenopstanden (1620-1622, 1625 en 1627-1629) in Frankrijk vonden plaats tussen de Hugenotenoorlogen en de Franse deelname aan de Dertigjarige Oorlog: de protestantse hugenoten poogden in opstand te komen tegen het koninklijk gezag, dat samenwerkte met de Rooms-Katholieke Kerk en openlijk het Edict van Nantes schond. De aanzet van de rebellie was de beslissing van Lodewijk XIII, in 1617, om het katholieke geloof weer toe te staan in de Béarn, dat onder protestants bestuur stond en waar het sinds 1570 verboden was. De drie opstanden, die worden omschreven als godsdienstoorlogen, eindigden in de definitieve overwinning van het katholieke koningshuis.
In het Edict van Nantes (1598) had Hendrik IV van Frankrijk de hugenoten uitgebreide rechten verleend. La Rochelle werd het bolwerk van hun macht onder een eigen bestuur. Het werd het centrum van de protestantse zeemacht en het sterkste verzetscentrum tegen de regering van Frankrijk. La Rochelle was in de 17e eeuw tevens de op een of twee na grootste stad in Frankrijk met circa 30.000 inwoners.
De moord op Hendrik IV in 1610 en de komst van Lodewijk XIII onder het regentschap van Maria de' Medici markeerden een terugkeer naar een pro-katholieke politiek en een verzwakking van de protestanten. De hertog Henri de Rohan en zijn broer Soubise organiseerden het protestants verzet dat uiteindelijk zou uitmonden in een rebellie. Lodewijk XIII belegerde en veroverde als reactie Saint-Jean-d'Angély en blokkeerde daarna in 1621-22 La Rochelle. De patstelling die hierdoor ontstond leidde tot het Verdrag van Montpellier. De hugenoten probeerden een eigen republiek op te richten, naar het model van de Verenigde Provinciën, maar konden geen consensus vinden voor hun staat in de staat. Er werd ook toenadering tot het koninkrijk Engeland gezocht, waardoor de protestanten in Frankrijk het stigma van vijfde colonne kregen.
De vrede van Montpellier duurde niet lang. Beide partijen bewapenden zich, en de hugenoten, die een aanval op La Rochelle vreesden (de koning liet het fort van Port Louis versterken en verzamelde een vloot in Blavet), gingen zelf in de aanval: in 1625 namen Rohan en Soubise opnieuw de wapens op in een tweede rebellie. Soubise verkreeg de controle over het zeegebied van Nantes tot Bordeaux, en riep zichzelf uit tot Admiraal van de Protestantse Vloot. Lodewijk XIII wist Soubise te verslaan, wat zou leiden tot inname van het Île de Ré. Een nieuwe vredesverdrag werd in 1626 gesloten, de Vrede van Parijs. De hugenoten werd hierin verboden een oorlogsvloot in La Rochelle te hebben.
Na deze opstanden besloot Lodewijk XIII de hugenoten voorgoed te onderwerpen. Zijn eerste minister kardinaal Richelieu verklaarde dat dit de eerste prioriteit was voor het koninkrijk. Het Beleg van La Rochelle (1627-1628) werd het grootste en bloedigste gevecht uit het hele conflict; zo'n 12.000 mensen kwamen om. De rebellen kregen Engelse steun onder leiding van de George Villiers, de hertog van Buckingham, die 4000 van zijn 7000 soldaten verloor tijdens de belegering van het Ile de Ré. Na nog enkele gevechten werd op 27 september 1629 de Vrede van Alès gesloten, die de Hugenotenopstanden beëindigde. De hugenoten verloren hun grondgebied en hun militaire en politieke verworvenheden maar behielden de geloofsrechten die ze hadden volgens het Edict van Nantes.